# Grand Prix Kataru 2021
Grand Prix Kataru 2021 (oficiálně Formula 1 Ooredoo Qatar Grand Prix 2021) se jela na okruhu Losail International Circuit v Lusail v Kataru dne 21. listopadu 2021. Závod byl dvacátým v pořadí v sezóně 2021 šampionátu Formule 1.

## Kvalifikace
| Poř.                       | No. | Jezdec             | Konstruktér               | Časy v kvalifikaci | Časy v kvalifikaci | Časy v kvalifikaci | Pořadí na startu |
| Poř.                       | No. | Jezdec             | Konstruktér               | Q1                 | Q2                 | Q3                 | Pořadí na startu |
| -------------------------- | --- | ------------------ | ------------------------- | ------------------ | ------------------ | ------------------ | ---------------- |
| 1                          | 44  | Lewis Hamilton     | Mercedes                  | 1:21.901           | 1:21.682           | 1:20.827           | 1                |
| 2                          | 33  | Max Verstappen     | Red Bull Racing-Honda     | 1:21.996           | 1:21.984           | 1:21.424           | 7                |
| 3                          | 77  | Valtteri Bottas    | Mercedes                  | 1:22.016           | 1:21.991           | 1:21.478           | 6                |
| 4                          | 10  | Pierre Gasly       | AlphaTauri-Honda          | 1:22.535           | 1:21.728           | 1:21.640           | 2                |
| 5                          | 14  | Fernando Alonso    | Alpine-Renault            | 1:22.422           | 1:21.894           | 1:21.670           | 3                |
| 6                          | 4   | Lando Norris       | McLaren-Mercedes          | 1:22.839           | 1:22.216           | 1:21.732           | 4                |
| 7                          | 55  | Carlos Sainz Jr.   | Ferrari                   | 1:22.304           | 1:22.241           | 1:21.840           | 5                |
| 8                          | 22  | Júki Cunoda        | AlphaTauri-Honda          | 1:22.458           | 1:22.058           | 1:21.881           | 8                |
| 9                          | 31  | Esteban Ocon       | Alpine-Renault            | 1:22.565           | 1:22.012           | 1:22.028           | 9                |
| 10                         | 5   | Sebastian Vettel   | Aston Martin-Mercedes     | 1:22.549           | 1:22.146           | 1:22.785           | 10               |
| 11                         | 11  | Sergio Pérez       | Red Bull Racing-Honda     | 1:22.398           | 1:22.346           |                    | 11               |
| 12                         | 18  | Lance Stroll       | Aston Martin-Mercedes     | 1:22.551           | 1:22.460           |                    | 12               |
| 13                         | 16  | Charles Leclerc    | Ferrari                   | 1:22.742           | 1:22.463           |                    | 13               |
| 14                         | 3   | Daniel Ricciardo   | McLaren-Mercedes          | 1:22.688           | 1:22.597           |                    | 14               |
| 15                         | 63  | George Russell     | Williams-Mercedes         | 1:22.863           | 1:22.756           |                    | 15               |
| 16                         | 7   | Kimi Räikkönen     | Alfa Romeo Racing-Ferrari | 1:23.156           |                    |                    | 16               |
| 17                         | 6   | Nicholas Latifi    | Williams-Mercedes         | 1:23.213           |                    |                    | 17               |
| 18                         | 99  | Antonio Giovinazzi | Alfa Romeo Racing-Ferrari | 1:23.262           |                    |                    | 18               |
| 19                         | 47  | Mick Schumacher    | Haas-Ferrari              | 1:23.407           |                    |                    | 19               |
| 20                         | 9   | Nikita Mazepin     | Haas-Ferrari              | 1:25.589           |                    |                    | 20               |
| 107% času vítěze: 1:27.634 |     |                    |                           |                    |                    |                    |                  |
| Zdroj:                     |     |                    |                           |                    |                    |                    |                  |

Poznámky
1. ↑  Max Verstappen obdržel trest posunu o 5 míst vzad za ignorování dvojitých žlutých vlajek v třetí části kvalifikace.
2. ↑  Valtteri Bottas obdržel trest posunu o 3 místa vzad za ignorování žlutých vlajek v třetí části kvalifikace.

## Závod
| Poř.                                                                             | No. | Jezdec             | Konstruktér               | Počet kol | Čas/Odstoupení      | Pořadí na startu | Body |
| -------------------------------------------------------------------------------- | --- | ------------------ | ------------------------- | --------- | ------------------- | ---------------- | ---- |
| 1                                                                                | 44  | Lewis Hamilton     | Mercedes                  | 57        | 1:24:28.471         | 1                | 25   |
| 2                                                                                | 33  | Max Verstappen     | Red Bull Racing-Honda     | 57        | +25.743             | 7                | 19   |
| 3                                                                                | 14  | Fernando Alonso    | Alpine-Renault            | 57        | +59.457             | 3                | 15   |
| 4                                                                                | 11  | Sergio Pérez       | Red Bull Racing-Honda     | 57        | +1:02.306           | 11               | 12   |
| 5                                                                                | 31  | Esteban Ocon       | Alpine-Renault            | 57        | +1:20.570           | 9                | 10   |
| 6                                                                                | 18  | Lance Stroll       | Aston Martin-Mercedes     | 57        | +1:21.274           | 12               | 8    |
| 7                                                                                | 55  | Carlos Sainz Jr.   | Ferrari                   | 57        | +1:21.911           | 5                | 6    |
| 8                                                                                | 16  | Charles Leclerc    | Ferrari                   | 57        | +1:23.126           | 13               | 4    |
| 9                                                                                | 4   | Lando Norris       | McLaren-Mercedes          | 56        | +1 kolo             | 4                | 2    |
| 10                                                                               | 5   | Sebastian Vettel   | Aston Martin-Mercedes     | 56        | +1 kolo             | 10               | 1    |
| 11                                                                               | 10  | Pierre Gasly       | AlphaTauri-Honda          | 56        | +1 kolo             | 2                |      |
| 12                                                                               | 3   | Daniel Ricciardo   | McLaren-Mercedes          | 56        | +1 kolo             | 14               |      |
| 13                                                                               | 22  | Júki Cunoda        | AlphaTauri-Honda          | 56        | +1 kolo             | 8                |      |
| 14                                                                               | 7   | Kimi Räikkönen     | Alfa Romeo Racing-Ferrari | 56        | +1 kolo             | 16               |      |
| 15                                                                               | 99  | Antonio Giovinazzi | Alfa Romeo Racing-Ferrari | 56        | +1 kolo             | 18               |      |
| 16                                                                               | 47  | Mick Schumacher    | Haas-Ferrari              | 56        | +1 kolo             | 19               |      |
| 17                                                                               | 63  | George Russell     | Williams-Mercedes         | 55        | +2 kola             | 15               |      |
| 18                                                                               | 9   | Nikita Mazepin     | Haas-Ferrari              | 55        | +2 kola             | 20               |      |
| Ret                                                                              | 6   | Nicholas Latifi    | Williams-Mercedes         | 50        | Defekt              | 17               |      |
| Ret                                                                              | 77  | Valtteri Bottas    | Mercedes                  | 48        | Poškození po kolizi | 6                |      |
| Nejrychlejší kolo: Max Verstappen (Red Bull Racing-Honda) – 1:23.196 (v kole 57) |     |                    |                           |           |                     |                  |      |
| Zdroj:                                                                           |     |                    |                           |           |                     |                  |      |

Poznámky
1. ↑  Max Verstappen získal jeden bod za zajetí nejrychlejšího kola.

## Průběžné pořadí po závodě
Pohár jezdců
|        | Pořadí | Jezdec          | Body  |
| ------ | ------ | --------------- | ----- |
|        | 1      | Max Verstappen  | 351,5 |
|        | 2      | Lewis Hamilton  | 343,5 |
|        | 3      | Valtteri Bottas | 203   |
|        | 4      | Sergio Pérez    | 190   |
|        | 5      | Lando Norris    | 153   |
| Zdroj: |        |                 |       |

Pohár konstruktérů
|        | Pořadí | Konstruktér      | Body  |
| ------ | ------ | ---------------- | ----- |
|        | 1      | Mercedes         | 546,5 |
|        | 2      | Red Bull-Honda   | 541,5 |
|        | 3      | Ferrari          | 297,5 |
|        | 4      | McLaren–Mercedes | 258   |
|        | 5      | Alpine–Renault   | 137   |
| Zdroj: |        |                  |       |